# Передний мост

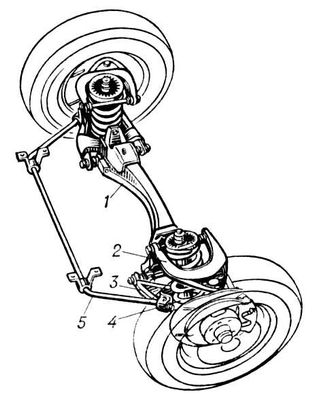
Передний мост с независимой подвеской: 1 — несущая поперечина; 2 и 3 — качающиеся рычаги; 4 — опора пружины; 5 — опора крепления стабилизатора поперечной устойчивости.

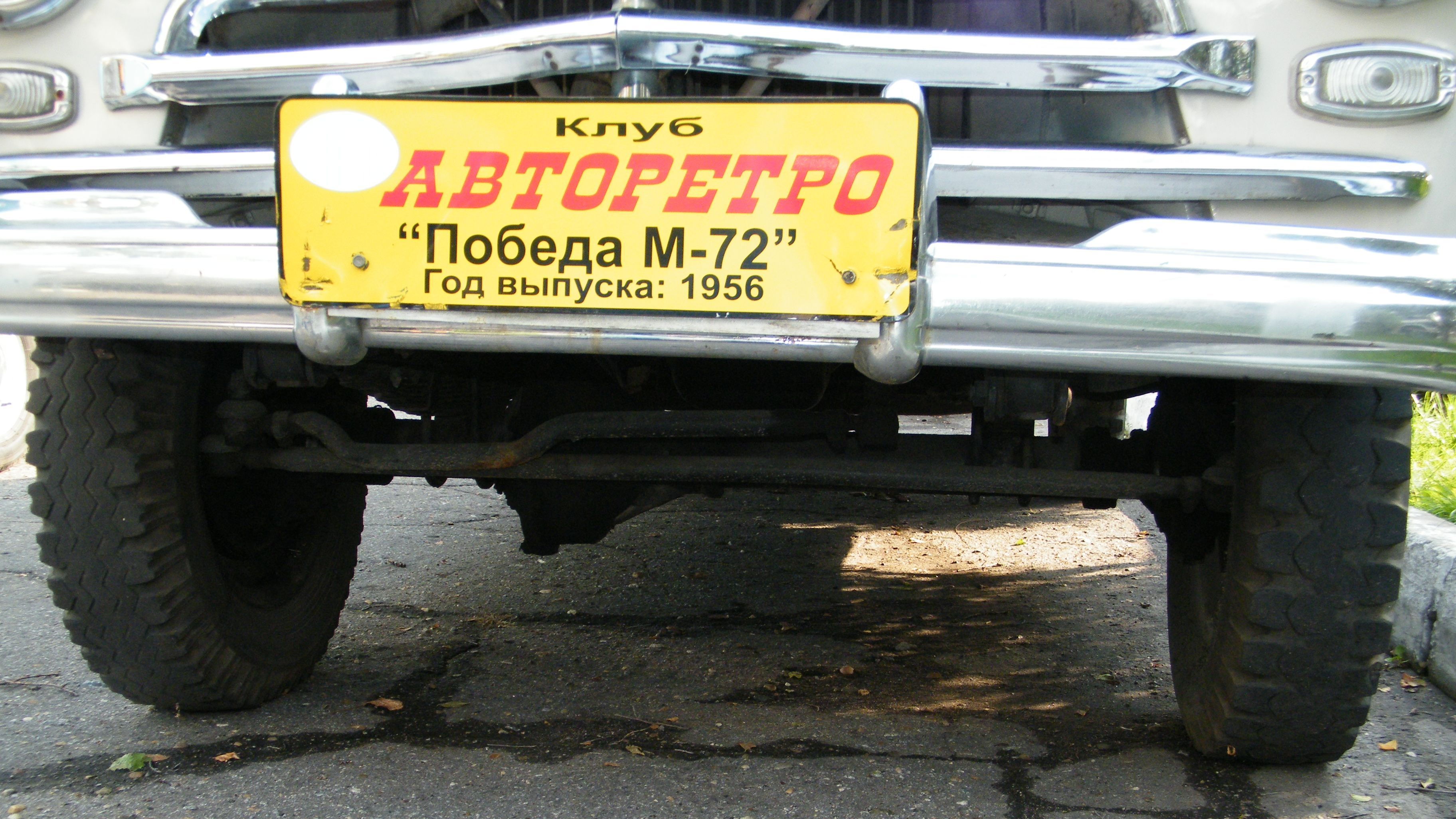
Передний ведущий мост автомобиля ГАЗ-М-72

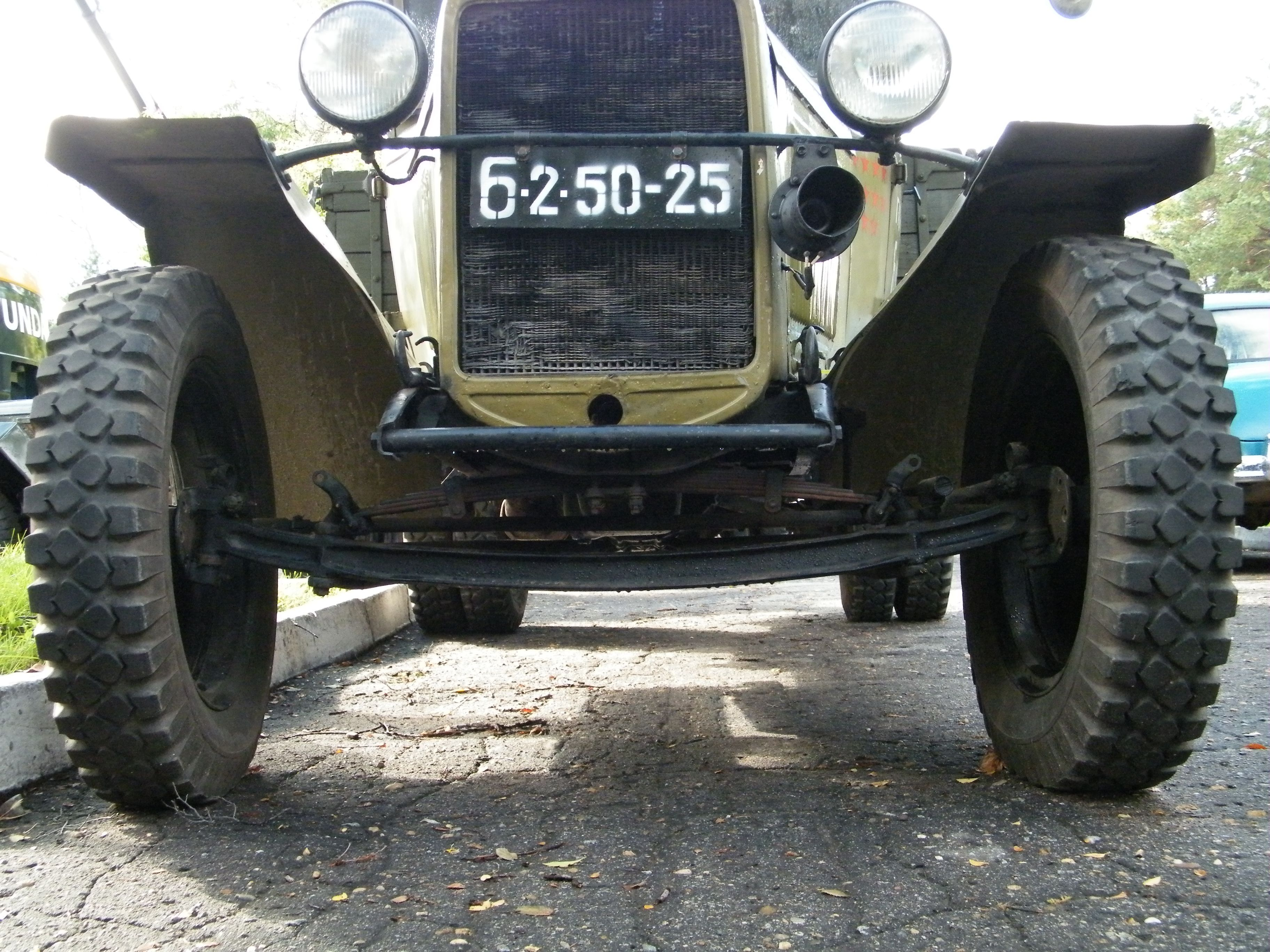
Передний мост автомобиля ГАЗ-ММ

Передний мост — комплекс узлов или отдельный агрегат шасси колёсной машины, соединяющий между собой передние колёса одной оси и служащий опорой передней части машины. Посредством подвески мост крепится к раме машины или к её несущему кузову.
Конструкция переднего моста зависит от типа применяемой подвески. При зависимой рессорной подвеске он имеет переднюю ось в виде жёсткой неподрессоренной балки, на которой устанавливаются ступицы колёс. При независимой подвеске передняя ось отсутствует и основанием переднего моста служит несущая поперечина, к которой шарнирно крепятся качающиеся рычаги. У автомобилей повышенной проходимости ведущим наряду с задним мостом является передний мост. При такой конструкции несущая балка переднего моста жестко соединена с картером главной передачи. Короткие полуоси соединяются с колёсами специальными шарнирами равных угловых скоростей.

## Классификация
В зависимости от компоновки машины, передний мост может быть ведущим и/или управляемым:
- У автомобилей классической компоновки передний мост является управляемым;
- У переднеприводных машин и у машин повышенной проходимости передний мост обычно является и ведущим, и управляемым;
- У разного рода специальных машин (сельскохозяйственных, коммунальных, и др.) передний мост может не быть ни управляемым, ни ведущим.

## Производители элементов переднего моста
Кроме производителей оригинальных элементов переднего моста существует несколько международных производителей, специализирующихся на вторичном рынке автокомплектующих, например:
- Delphi Corporation
- Wulf Gaertner Autoparts AG
- ZF Friedrichshafen AG
- Robert Bosch GmbH